# إدوارد باسكوالي
إدوارد باسكوالي هو لاعب هوكي الجليد كندي، ولد في 20 نوفمبر 1990 في تورونتو في كندا.

## وصلات خارجية
- إدوارد باسكوالي على موقع دوري الهوكي الوطني (الإنجليزية)
- إدوارد باسكوالي على موقع EliteProspects.com (الإنجليزية)
- إدوارد باسكوالي على موقع HockeyDB.com (الإنجليزية)
- إدوارد باسكوالي على موقع Hockey-Reference.com (الإنجليزية)
- إدوارد باسكوالي على موقع أوليمبيديا (الإنجليزية)